# Hunters & Collectors
Hunters & Collectors — австралийская рок-группа, образованная в Мельбурне в 1981 году вокалистом, гитаристом и автором Марком Сеймуром (англ. Mark Seymour) и исполнявшая смесь паб-рока, арт-фанка и краутрока. Само своё название Hunters & Collectors заимствовали у одноименной песни Can (из альбома Landed 1975 года). Два первых альбома группы записал продюсер Конни Планк.
В первом составе с Сеймуром также играли Джон Арчер (англ. John Archer, бас-гитара), Дуг Фальконер (англ. Doug Falconer, ударные), Джек Ховард (англ. Jack Howard, клавишные и духовые), Джереми Смит (англ. Jeremy Smith, валторна, гитара и клавишные), Майкл Уотерс (англ. Michael Waters, тромбон, клавишные). В 1988 году к Hunters & Collectors присоединился гитарист Барри Палмер (англ. Barry Palmer), остававшийся постоянным участником группы вплоть до её распада в 1998 году.
В австралийский Top 10 входили альбомы Hunters & Collectors Human Frailty (1986), Ghost Nation (1989), Cut (1992) и Demon Flower (1994), а также синглы: «Throw Your Arms Around Me», «Talking to a Stranger», «Holy Grail», «True Tears of Joy» и «Say Goodbye». H&C, кроме того, зарекомендовали себя одной из лучших концертных групп страны.
В мае 2001 года APRA (Australasian Performing Right Association) составила список 30 лучших австралийских песен всех времен, включив туда «Throw Your Arms Around Me» (песню, исполнявшуюся, в частности, Crowded House и Pearl Jam). 14 июля 2005 года Hunters & Collectors были введены в Зал славы Австралийской звукозаписывающей ассоциации (ARIA).

## Дискография

### Альбомы
- Hunters and Collectors (1982) AUS #21
- The Fireman’s Curse (1983) AUS #77
- Jaws of Life (1984) AUS #89
- Human Frailty (1986) AUS #10
- What’s a Few Men? (1987) AUS #16
- Fate (1991)
- Ghost Nation (1989) AUS #10
- Cut (1992) AUS #6
- Demon Flower (1994) AUS #2, NZ #9
- Juggernaut (1998) AUS #36, NZ #48

### EPs
- World of Stone (1982) AUS #50
- Payload (1982)
- Living Daylight (1987) AUS #41

### Концертные альбомы
- The Way to Go Out (CD, 1985) AUS #76
- Living … In Large Rooms and Lounges (1995) AUS #45
- Under One Roof (live) (1998)

### Сборники
- Natural Selection (CD, 2CD, DVD) (2003) AUS #40
- Mutations (CD) (2005)
- Horn Of Plenty (бокс-сет: 14 CDs + 2 DVDs), 2008